# Església de Sant Martí de Merlès
Sant Martí de Merlès és una església del poble de Sant Martí de Merlès, al terme municipal de Santa Maria de Merlès (Berguedà). És una obra inclosa a l'Inventari del Patrimoni Arquitectònic de Catalunya.

## Descripció
És una església d'una sola nau, coberta amb volta de canó i orientada a llevant, adossada a la casa rectoral. Té un campanar de planta rectangular, coberta a quatre vessants i amb ulls d'arc de mig punt adovellat. Les reformes del segle xvii modificaren sensiblement l'estructura primitiva de l'església romànica: es va canviar l'absis de mig punt per un presbiteri quadrat, es van fer dues capelles formant un creuer, la sagristia i la casa rectoral. L'any 1778 s'instal·là un retaule major i un altre a la capella lateral. L'any 1822 s'instal·la la del Roser.

## Història
La primera notícia documental sobre el lloc correspon al segle x, concretament l'any 988, pertanyent a la jurisdicció de l'antic castell de Merlès i prop de l'església de Santa Maria de Merlès, a l'altra banda de la riera de Merlès o d'Adest. Sant Martí era la parròquia dels masos situats a l'esquerra de la riera, dins el bisbat de Vic, ja que el terme entre el bisbat d'Urgell i el de Vic era la riera de Merlès. En la seva demarcació (14 masos el 1680) es trobava el castell d'aquest nom, que tingué com a sufragània l'església romànica de Sant Pau de Pinós.